# SAKANAQUARIUM 暗闇
「SAKANAQUARIUM 暗闇」は、日本のロックバンド・サカナクションが2021年1月8日から11日にかけて開催予定であったインスタレーションを主体とした音楽イベント。新型コロナウイルスの流行により、開催中止が発表された。本項目では、あいちトリエンナーレ2019での音楽プログラム「暗闇 -KURAYAMI-」についても記載していく。

## 背景と開催中止までの経緯
2019年8月7日から11日にかけて、バンドはあいちトリエンナーレ2019における音楽プログラムの一つとして「暗闇 -KURAYAMI-」という演目を行った（イベントにつけられた通し番号は「A50」）。
これまでのあいちトリエンナーレでは、初回の2010年から2016年までの3回とも、音楽イベントのメイン事業の一つとして、プロデュースオペラ公演が行われていた。しかし、2019年はこれをとりやめ、代わりに音楽プログラムが実施されることになり、新たなプログラムのひとつとして、バンドによるパフォーマンスが企画された。
「暗闇 -KURAYAMI-」は、あいちトリエンナーレ2019のプログラム構成を特徴づける企画の一つとなっている。また、バンドの活動においても、翌2020年の初旬に開催されたホールツアー「SAKANAQUARIUM2020 "834.194 光"」のコンセプトにも関連しており、バンドにとってもその後の活動に影響を与えた企画となっている。
2020年11月24日、あいちトリエンナーレ2019で行った演目「暗闇 -KURAYAMI-」の内容を引き継いだワンマンイベント「SAKANAQUARIUM 暗闇」を2021年1月8日から11日にかけて開催することを発表した。バンドは、本イベントを新型コロナウイルス感染症により、開催中止となったツアー「SAKANAQUARIUM2020 "834.194 光"」の代替企画として行われたバンド初のオンラインライブ「SAKANAQUARIUM 光 ONLINE」の「次のアクション」と位置付けており、「834.194 光」ツアーが休止となって以降、初の有観客のライブとなる予定であった。
しかし、2020年12月18日、新型コロナウイルス感染症の「第3波」が発生している状況を鑑みて、2021年初頭に予定されていた全公演を開催中止とすることが発表された。 その後、2021年1月3日に東京都の小池知事が千葉・埼玉・神奈川県知事と共に、政府に緊急事態宣言の発出を要請し、1月8日より1都3県で発出された。

## 2019年の公演
これまでのバンドのパフォーマンスでは「SAKANAQUARIUM2012"ZEPP ALIVE"」において「壁」という楽曲の演出で完全暗転を行うなど、コンサートのアクセントとして暗転を用いることはあったが、2019年以降の公演では、コンサート全体を通して「暗闇」状態で演奏する時間が多くを占める事が最大の特徴である。
音響には「SAKANAQUARIUM 2018 "魚図鑑ゼミナール" VISUAL LIVE SESSION」にて初採用されたd&b audiotechnik社の「Soundscape」システムを導入した。「暗闇」という名前のライブではあるものの、全編を通して真っ暗というわけではなく、一部で照明や映像による演出がある。演出用の映像は、2019年のツアー「SAKANAQUARIUM2019 "834.194" 6.1ch Sound Around Arena Session」と同じく田中裕介が担当した。
ライブは、合計約1時間ほどで構成されており、以下の5つのセクションに分かれている。
- プラクティス チューニング リズムのずれ
暗闇の「予行演習」として設けられた時間で、この時間に完全暗転に耐えられないと感じた観客は、次の第一幕が始まるまでに退出することが出来るようになっている。
- 第一幕「Ame(C)」
1stシングル「セントレイ」などに収録された「Ame(A)」、3rdアルバム『シンシロ』に収録された「Ame(B)」に続く、Ameのタイトルを冠した新曲「Ame(C)」が演奏された。
- 第二幕「変容」
アルバム『834.194』の収録曲を本公演用にアレンジした「茶柱 -KURAYAMI version-」と「ナイロンの糸 -KURAYAMI version-」が、映像とともに演奏された。
- 第三幕「響」
和太鼓や拍子木などの和楽器の演奏や山口が操作する超指向性スピーカーによるパフォーマンスが行われた。
- 第四幕「闇よ 行くよ」
最後のパートのみ、映像や照明による演出のない「完全暗転」でのパフォーマンスとなった。

## 2021年の公演
2020年11月24日、2019年にあいちトリエンナーレで行った演目を再びワンマンライブとして開催することを発表した。構成は、2019年の公演と同様の4幕構成で1時間程度の内容であることがアナウンスされていた。12月18日、新型コロナウイルス感染症の感染拡大を受け、全公演を中止した。

### グッズ販売
本公演では、ライブグッズとして新型コロナウイルス感染症対策に効果のあるシキボウの抗ウイルス機能加工「フルテクト加工」を使用したアイテムをファッションブランド・ANREALAGEと共同で開発中であることがアナウンスされていた。なお、本公演のグッズよりも前に、フルテクト加工は、2020年9月に発表されたANREALAGEの2021年春夏コレクション「HOME」で既に採用されている。
2021年1月6日に中止となった本公演のライブグッズが、ECサイトで販売されることがアナウンスされ、当初公演が行われる予定だった8日から11日まではファンクラブ会員限定で、12日以降は一般向けに販売が開始される。ECサイトに掲載された着用モデルの一人として、紅巴が起用されている。
「ANREALAGENF × 暗闇 FLUTECT」以外にも、本公演に向けて制作されたグッズが販売されているが、このうちの一つ「KURAYAMI HOODIE/Black」の背面には、英語版ウィキペディアの記事「en:Darkness」の文章が刺繍されている。